# Mýto (przystanek kolejowy)
Mýto – przystanek kolejowy w miejscowości Mýto, w kraju pilzneńskim, w Czechach. Znajduje się na magistrali kolejowej Praga - Pilzno, w samym centrum miasta. Położona jest na wysokości 445 m n.p.m.
Na przystanku nie ma możliwości zakupu biletu, a obsługa podróżnych odbywa się w pociągu. 

## Linie kolejowe
- 170 Praha - Beroun - Plzeň - Cheb